# Eddie Howe
Eddie Howe és un exfutbolista i entrenador de futbol britànic. Actualment entrena el Newcastle United Football Club de la Premier League.

## Palmarès
AFC Bournemouth
- Football League Championship: 2014-15[1]
- Football League One subcampió: 2012-13[2]
- Football League Two subcampió: 2009-10[3]

Individual
- The Football League Entrenador de la Dècada: 2005-2015[4]